# Игнатьев, Пантелей Иосифович
Игнатьев Пантелей Иосифович (29 июня 1893, Кривой Рог, Херсонская губерния — 27 февраля 1958, Кривой Рог, Днепропетровская область) — российский горняк и советский хозяйственный деятель. Участник Гражданской войны и борьбы за власть Советов на Криворожье.

## Биография
Родился 29 июня 1893 года в местечке Кривой Рог.
С 1908 года работал на шахтах Кривбасса коногоном и лопатником. Участвовал в забастовках. В 1912 году был под арестом.
Член РСДРП с 1917 года. Весной 1917 года по поручению партийной организации рудника «Дубовая Балка» (Кривой Рог) в должности командира участвовал в создании красногвардейского кавалерийского отряда, который в марте 1918 года влился в 1-й Криворожский революционный полк. В составе полка участвовал в борьбе с войсками Центральной рады, немецко-австрийскими оккупантами.
С 1919 года работал на шахтах Кривбасса, в 1920—1930-х годах участвовал в восстановлении шахт после Гражданской войны.
В 1939—1941 годах — нарком лесной промышленности Киргизской ССР.
Окончил Криворожский горнорудный институт.
Умер 27 февраля 1958 года в Кривом Роге.

## Награды
- Именное оружие[1];
- Орден Трудового Красного Знамени[1].